# Ratiocinatio
Ratiocinatio (av latin ratio, "förnuft" eller "att resonera"), på svenska även kallad överläggning, är en retorisk stilfigur där talaren resonerar med sig själv.

## Användning
Att använda Ratiocinatio innebär att man som talare bygger upp sitt tal utifrån ett resonemang med sig själv. Talaren för alltså en sorts monolog med sig själv för att få fram sin poäng med talet. Det behöver inte handla om en fråga med ett direkt svar, utan ett resonemang inom ramen för ratiocinatio kan innehålla såväl sakbevis och argument, som fråga och svar.
I Ad Herennium, en bok om retorik från cirka år 90 f.Kr., definieras ratiocinatio som att "Vi frågar oss själva vad som ligger till grund för allt det vi säger, och ofta vänder vi oss till oss själva för att få en utläggning av enskilda påståenden".

## Funktion
Syftet med att använda sig av stilfigurer i allmänhet är att fånga lyssnarens uppmärksamhet. Genom att använda ratiocinatio kan talaren uppnå detta mål genom att hålla lyssnaren nyfiken på hur resonemanget ska fortlöpa. Eftersom talets poäng, argument och budskap framkommer genom resonemanget kan man genom rätt disposition i talet skapa någonting bra och oförutsägbart. Genom att hela tiden resonera fram talets fortsättning skapas ett raffinerat talförlopp, och förhoppningsvis lyckas talaren hålla lyssnarens nyfikenhet vid liv genom att föra ett intressant resonemang.

## Besläktade stilfigurer
Ratiocinatio är en av flera retoriska figurer som är en variant av stilfiguren den retoriska frågan. Det signifikanta för ratiocinatio är dock att talaren i hög grad ägnar sig åt att resonera fram ett svar, istället för att till exempel ge ett direkt efterkommande svar på en ställd fråga, samt att det alltid är talaren själv ger svaren.
Andra stilfigurer som är besläktade med den retoriska frågan:
- Anthypophora
- Aetiologia

Enligt Ad Herennium hör ratiocinatio till kategorin strategiska ordfigurer.

## Exempel
”Jag kan lova att det kommer att bli bättre väder i morgon, solsken och varmt! Då undrar ni säkert hur jag kan veta det? Jo, jag såg på väderleksrapporten i morse.......”
”Jag tycker att alla människor borde läsa böcker. Varför? Därför att läsande är oerhört allmänbildande...”